# Prémio do Cinema Europeu de melhor editor
O Prémio do Cinema Europeu de melhor editor ou montador (em inglês: European Film Award for Best Editor) é um prémio cinematográfico concedido anualmente pela Academia de Cinema Europeu.

## Vencedores e nomeados
A cor de fundo       indica os vencedores.
| Ano                                        | Editor                              | Filme                           | Título no Brasil        | Título em Portugal          |
| ------------------------------------------ | ----------------------------------- | ------------------------------- | ----------------------- | --------------------------- |
| 1991                                       | Carla Simoncelli                    | Ultrà                           |                         |                             |
| 1992                                       | Nelly Quettier                      | Les Amants du Pont-Neuf         | Os Amantes de Pont-Neuf | Os Amantes da Ponte Nova    |
| De 1993 a 2004 o prémio não foi concedido. |                                     |                                 |                         |                             |
| 2005                                       | Michael Hudecek Nadine Muse         | Caché                           | Caché                   | Nada a Esconder             |
| 2005                                       | Peter Przygodda Oli Weiss           | Don't Come Knocking             | Estrela Solitária       | Estrela Solitária           |
| 2005                                       | Hervé Schneid                       | Un long dimanche de fiançailles | Amor Eterno             | Um Longo Domingo de Noivado |
| De 2006 a 2009 o prémio não foi concedido. |                                     |                                 |                         |                             |
| 2010                                       | Luc Barnier Marion Monnier          | Carlos                          | Carlos, o Chacal        | Carlos                      |
| 2010                                       | Arik Lahav-Leibovich                | Lebanon                         | Líbano                  | Líbano                      |
| 2010                                       | Hervé de Luze                       | The Ghost Writer                | O Escritor Fantasma     | O Escritor Fantasma         |
| 2011                                       | / Tariq Anwar                       | The King's Speech               | O Discurso do Rei       | O Discurso do Rei           |
| 2011                                       | Mathilde Bonnefoy                   | Drei                            | Triângulo Amoroso       | Três                        |
| 2011                                       | Molly Malene Stensgaard             | Melancholia                     | Melancolia              | Melancolia                  |
| 2012                                       | Joe Walker                          | Shame                           | Shame                   | Vergonha                    |
| 2012                                       | Janus Billeskov Jansen Anne Østerud | Jagten                          | A Caça                  | The Hunt - A Caça           |
| 2012                                       | Roberto Perpignani                  | Cesare deve morire              | César Deve Morrer       | César Deve Morrer           |
| 2013                                       | Cristiano Travaglioli               | La grande bellezza              | A Grande Beleza         | A Grande Beleza             |
| 2014                                       | Justine Wright                      | Locke                           |                         | Locke                       |
| 2015                                       | Jacek Drosio                        | Ciało                           |                         |                             |